# قالوي رسول أقا (أيل غورك)
قالوي رسول أقا (بالفارسية: قالوی‌رسول آقاقالوی‌باسودلان) هي قرية تقع في إيران في قسم أيل غورك الريفي. يقدر عدد سكانها بـ 446 نسمة .